# 杜汝楨
杜汝楨（1503年—？年），字公寧，四川順慶府南充縣人，明朝政治人物。

## 生平
四川鄉試第四十八名舉人，嘉靖十七年（1538年）戊戌科第三甲第一百八十一名進士。歷行人司行人，陞兵科給事中。嘉靖二十七年（1548年），抗倭名將朱紈被參在福建濫殺，朝廷派杜汝桢会同巡按御史陈宗夔前往按查。二十九年四月升刑科右，因俺答围京师，兵部尚书丁汝夔被处决，杜汝桢等人以违抗旨意，被廷杖五十。

## 家族
曾祖杜明，府經歷；祖杜華，長史；父杜純，府通判；母任氏。具慶下。兄汝舟；汝楫；冕；漢；濬，弟㫤；汝幹。

## 外部連結
- 葡萄牙人在浯屿、走马溪的活动 （页面存档备份，存于）